# Утрехт
Утрехт (хол. Utrecht) је главни град истоимене холандске провинције. Број становника у овом граду био је 283.363 (2006.). Утрехт је четврти град по величини у Холандији. 
Универзитет у Утрехту, са око 26.000 студената, је највећи у Холандији.

## Историја
Најстарија историја града Утрехта се везује за римску фортификацију из око 47. године п. н. е. У то доба име овог пограничног места је било Rheno Traiectum (Прелаз преко Рајне), а касније Ultraiectum. 
Током VI века, Утрехт је пао под утицај франака. Године 690. ирски мисионар Вилиброрд се населио у Утрехту, и овај град је био центар хришћанства у Ниским Земљама током целог средњег века. Повељу о градским правима град је добио 1122. Владари Утрехта су били уједно и бискупи и световни владари провинције и околних крајева. 
После средњег века, трговачки градови попут Амстердама, Лајдена и Ротердама су постали значајнији од Утрехта. После склапања Уније из Утрехта (почетак борбе за независност Низоземске), 1579, бискупија је расформирана. Поново је обновљена тек 1853. 
Дана 11. априла 1713, потписан је Мир из Утрехта, чиме је окончан Рат за шпанско наслеђе. По отварању железничке линије Амстердам-Арнем, 1843, Утрехт је постао главни чвор мреже железница Холандије. Централа холандских железница је смештена у овом граду.

## Географија

### Клима
| Клима (Утрехт)     | Клима (Утрехт) | Клима (Утрехт) | Клима (Утрехт) | Клима (Утрехт) | Клима (Утрехт) | Клима (Утрехт) | Клима (Утрехт) | Клима (Утрехт) | Клима (Утрехт) | Клима (Утрехт) | Клима (Утрехт) | Клима (Утрехт) | Клима (Утрехт) |
| Показатељ \ Месец  | .Јан.          | .Феб.          | .Мар.          | .Апр.          | .Мај.          | .Јун.          | .Јул.          | .Авг.          | .Сеп.          | .Окт.          | .Нов.          | .Дец.          | .Год.          |
| ------------------ | -------------- | -------------- | -------------- | -------------- | -------------- | -------------- | -------------- | -------------- | -------------- | -------------- | -------------- | -------------- | -------------- |
| [ тражи се извор ] |                |                |                |                |                |                |                |                |                |                |                |                |                |

## Становништво
Према процени, у граду је 2008. живело 253.825 становника.
| 1980.   | 1990.   | 2000.   | 2008.   |
| ------- | ------- | ------- | ------- |
| 253,250 | 245,724 | 253,825 | 294,810 |